# Taras Kozak
Taras Romanowycz Kozak (ukr. Тара́с Рома́нович Коза́к; ur. 6 kwietnia 1972) – ukraiński przedsiębiorca i polityk. Deputowany do Rady Najwyższej Ukrainy VIII i IX kadencji. Właściciel stacji telewizyjnych NewsOne, ZIK i 112 Ukraina.

## Życiorys
Ukończył studia na Uniwersytecie Lwowskim oraz Lwowskim Narodowym Uniwersytecie Rolniczym. Pracował w Państwowej Administracji Skarbowej oraz w Państwowej Służbie Celnej. W 2010 został wybrany deputowanym do Lwowskiej Rady Obwodowej. W wyborach parlamentarnych w 2014 uzyskał mandat deputowanego do Rady Najwyższej Ukrainy z ramienia Bloku Opozycyjnego. W wyborach parlamentarnych w 2019 uzyskał reelekcję, tym razem z ramienia  Opozycyjnej Platformy – Za Życie.
Pod koniec 2018 stał się właścicielem prywatnych kanałów telewizyjnych NewsOne i 112 Ukraina (który zakupił za cenę 73 mln hrywien). W czerwcu 2019 zakupił również stację ZIK.
11 maja 2021 Prokurator Generalny Ukrainy oskarżył Kozaka o zdradę stanu i usiłowanie grabieży zasobów narodowych na Krymie. 20 maja Służba Bezpieczeństwa Ukrainy otrzymała zgodę na zatrzymanie Kozaka.
W styczniu 2022 roku Ministerstwo Skarbu USA objęło go sankcjami za to, że wraz z innymi osobami „działali pod kierunkiem rosyjskiej służby bezpieczeństwa FSB i uczestniczyli w rosyjskiej kampanii destabilizacji sytuacji w suwerennych krajach, w tym w Stanach Zjednoczonych poprzez szerzenie dezinformacji, inspirowanej przez Kreml”. Na początku stycznia 2023 pozbawiony obywatelstwa ukraińskiego, został także pozbawiony mandatu deputowanego.

## Ordery i odznaczenia
- Order „Za zasługi” III klasy (2002, odebrane w 2024)[10][11]
- Zasłużony Ekonomista Ukrainy (2004, odebrane w 2024)[11][12]
- Order Honoru (Mołdawia, 2009)[13]